# Ouro Velho
Ouro Velho is een gemeente in de Braziliaanse deelstaat Paraíba. De gemeente telt 3.078 inwoners (schatting 2009).